# Буассонад, Гюстав Эмиль
Гюста́в Эми́ль Буассона́д де Фонтараби́ (фр. Gustave Émile Boissonade de Fontarabie; 7 июня 1825, Венсен, департамент Валь-де-Марн — 28 июня 1910, Антиб, департамент Приморские Альпы) — французский юрист-компаративист, создатель уголовного, уголовно-процессуального и гражданского кодексов Японии.

## Биография
Гюстав Эмиль Буассонад де Фонтараби родился 7 июня 1825 в Венсене, департамент Валь-де-Марн в семье учёного-эллиниста Жана Франсуа Буассонада де Фонтараби. В 1853 году окончил Юридический факультет Парижского университета. Получил степень агреже в 1864 году, после чего преподавал право — сперва в Гренобльском, а с 1867 года — в Парижском университетах. В 1873 году получил приглашение от правительства Японии на работу в этой стране. Провёл в Японии более 20 лет, вплоть до 1895 года. Был пионером западного юридического образования в этой стране — преподавал французскую теорию права, уголовное и гражданское право в Токийском университете. Выступал за отмену пыток, но против приглашения иностранных судей для ведения процессов в Японии. Был среди основателей двух японских университетов: Мэйдзи и Хосэй — во втором из них одно из высотных зданий кампуса до сих пор носит имя Буассонада. По заданию японского правительства с 1875 по 1880 годы участвовал в написании уголовного и уголовно-процессуального кодексов страны, с 1881 по 1888 — гражданского кодекса. В конце 1880-х годов в Японии усилилось влияние прусской юридической школы в противовес французской, в 1893 году написанный на французской основе гражданский кодекс Буассонада был переработан на прусский манер, однако уголовный кодекс Буассонада действовал вплоть до 1908 года. В 1895 году вернулся во Францию. Умер 28 июня 1910 в Антибе, департамент Приморские Альпы.

## Награды
За свою деятельность Гюстав Эмиль Буассонад удостоился многочисленных наград Франции, Японии и других государств, в том числе:
- Кавалер ордена Восходящего солнца 2-й степени (Япония, 1876)
- Офицер ордена Академических пальм (Франция, 1877)
- Кавалер ордена Почётного легиона (Франция, 1887)
- Почётная медаль по случаю принятия конституции (Япония, 1889)
- Серебряная медаль императора Мэйдзи (Япония, 1894)